# مديرية شحن
مديرية شحن إحدى مديريات محافظة المهرة في أقصى شرق اليمن. كما يشغل منصب المدير فيها المديرية هو .محمد بن محمد زعبنوت و بلغ عدد سكانها 50 ألف نسمة عام 2014.

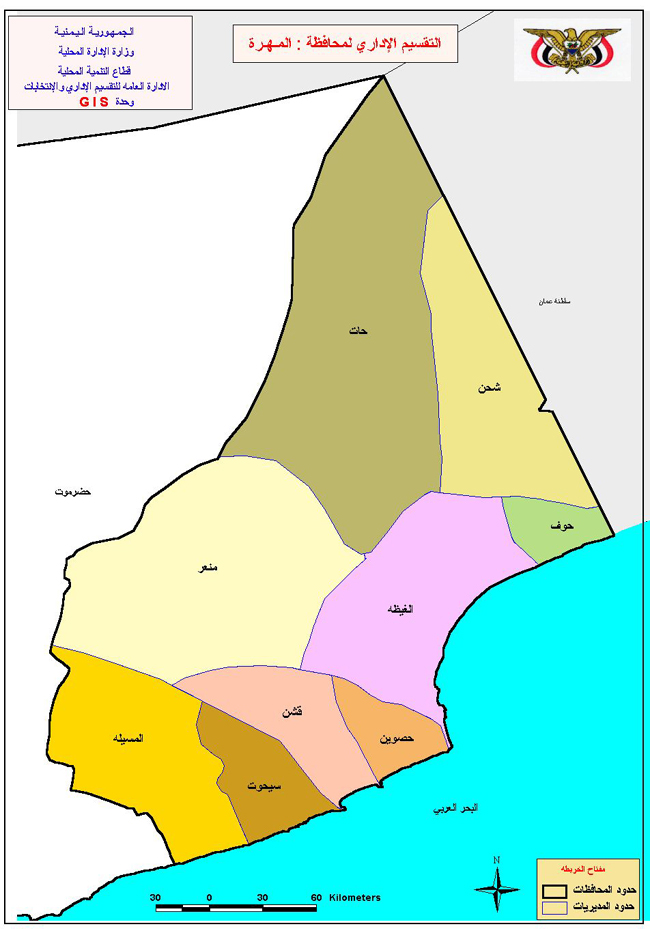
موقع مديرية شحن في محافظة المهرة